# Yūta
Yūta (jap. ゆうた, ユータ) – męskie imię japońskie.

## Możliwa pisownia
Yūta można zapisać używając wielu różnych znaków kanji i może znaczyć m.in.:
- 勇太, „wielka odwaga”[1]
- 雄太, „męski, wielki/duży”
- 悠太, „spokojny, wielki/duży”
- 祐太, „ochrona, wielki/duży”
- 裕太, „obfity, wielki/duży”
- 優太, „delikatny, wielki/duży”

## Znane osoby
- Yūta Hiraoka (祐太), japoński aktor
- Yūta Iyama (裕太), japoński profesjonalny gracz go
- Yūta Nakamoto (悠太), członek koreańskiego zespołu NCT
- Yūta Nara (勇太) japoński zapaśnik
- Yūta Shitara (悠太), japoński lekkoatleta specjalizujący się w biegach długich
- Yūta Tabuse (勇太), japoński koszykarz
- Yūta Watase (雄太), japoński skoczek narciarski

## Fikcyjne postacie
- Yūta Fuji (裕太), bohater mangi i anime Tennis no ōjisama
- Yūta Matsumoto (ユウタ), bohater mangi i anime Shinryaku! Ika musume
- Yūta Midorikawa (ゆうた), bohater mangi i anime Smile Pretty Cure!